# Cratere Bonnevie
Bonnevie  è un cratere sulla superficie di Venere. E' intitolato alla memoria della biologa norvegese Kristine Bonnevie